# MathType
MathType est un logiciel créé par la société anglaise Design Science pour la composition de formules mathématiques et leur inclusion dans des applications bureautiques et Web. Les formules sont entrées au clavier ou à la souris avec un rendu immédiat,. On peut également les importer à partir de TeX, LaTeX ou MathML ou les y exporter.